# Syktyvkar (městský okruh)
Městský okruh Syktyvkar je komunální útvar v Republice Komi. Administrativním centrem je město Syktyvkar.

## Geografie
Území komunálního útvaru městský okruh Syktyvkar se nachází v jižní části republiky Komi, na soutoku řek v Sysola a Vyčegda. Hraniční komunálním útvarem Syktyvdinský rajón.

## Historie
Od ledna 2006 s platností zákona o reformě místní samosprávy komunálních útvarů byl status jednotky „město Syktyvkar“ změněn „městský okruh Syktyvkar“ a komunální útvar „Ežvinský rajón města Syktyvkar“ reformován na Ežvinský rajón komunálního útvaru městského okruhu „Syktyvkar“.

## Demografie
Počet obyvatel města Syktyvkar a jemu podřízených obcí je 235 845 osob (2010). V roce 2002 mělo 230 011 tis. obyvatel.

## Administrativní členění
Součástí městského okruhu „Syktyvkar“ jsou sídla městského typu osídlení Krasnozatonskij, Věrchňaja Maksakovka, Sjedkyrkešč a sídla vesnického typu Vyltydor, Trechozjorka a Věrchňaja Myrtyju. Ežvinský rajón města Syktyvkar, který se nachází asi 14 kilometrů od centra města, je průmyslovým centrem, kde sídlí jeden z největších komplexů v dřevařského průmyslu v Evropě, Syktyvkarský dřevařský komplex.
Jiné rajóny města v roce 2009 neměly status oficiálního rajónu města a svou správu:
- Centrální rajón
- Oktjabrský rajón
- rajón Orbita
- Jihozápadní rajón
- rajón Davpon
- rajón Lesozavod

Ve městě jsou také i tzv. městečka určují názvy mikrorajónů: Věrchni Čov, Nižnij Čov, Zareče, Dyrnos, Kirul, Kojty, Kočpon, Čit, Krasnaja Gora, Pariž, Stroitěl, Těntjukovo, Čovju (s průmyslovým centrem a železniční stanicí) a další.